# Magaguadavic River
Magaguadavic River är ett vattendrag i Kanada.   Det ligger i provinsen New Brunswick, i den sydöstra delen av landet, 700 km öster om huvudstaden Ottawa.
I omgivningarna runt Magaguadavic River växer i huvudsak blandskog. Runt Magaguadavic River är det mycket glesbefolkat, med 4 invånare per kvadratkilometer.